# Leiostyla heterodon
Leiostyla heterodon is een slakkensoort uit de familie van de Lauriidae. De wetenschappelijke naam van de soort is voor het eerst geldig gepubliceerd in 1923 door Pilsbry.